# Kwiejce
Kwiejce (prononciation : [ˈkfjɛi̯t͡sɛ]) est un village polonais de la gmina de Drawsko dans le powiat de Czarnków-Trzcianka de la voïvodie de Grande-Pologne dans le centre-ouest de la Pologne.
Il se situe à environ 9 kilomètres au sud-ouest de Drawsko (siège de la gmina), 43 kilomètres au sud-ouest de Czarnków (siège du powiat), et à 77 kilomètres au nord-ouest de Poznań (capitale de la Grande-Pologne).

## Histoire
De 1975 à 1998, le village faisait partie du territoire de la voïvodie de Piła.

Depuis 1999, Kwiejce est situé dans la voïvodie de Grande-Pologne.